# Chapinero (Neiva)
Chapinero es un corregimiento en el oeste del municipio de Neiva. Limita al norte y al oeste con el municipio de Aipe, al este y sureste con el corregimiento de San Luis y al sur con el corregimiento de Aipecito. Es un corregimiento donde predomina el clima frío y de páramo.

## Veredas
El corregimiento Chapinero se compone de su centro poblado y en 9 veredas:
| Veredas   |
| --------- |
| Chapinero |
| Omega     |
| El Jardín |
| La Cabaña |
| El Líbano |
| Altamira  |
| Diamante  |
| Horizonte |
| Cachichi  |